# اختر منگل
اختر منگل ( متولد 6 اکتبر 1962 ) یک سیاستمدار پاکستانی اهل بلوچستان است که رئیس حزب ملی بلوچستان (منگل) است . وی قبلاً به عنوان وزیر ارشد بلوچستان بین سال های 1997 و 1998 و بعداً به عنوان عضو مجلس ایالتی بلوچستان خدمت کرده است .  منگل همچنین از اوت 2018 تا اوت 2023 به عنوان عضو مجلس ملی پاکستان خدمت کرد. 

## زندگینامه

### اوایل زندگی
منگل در 6 اکتبر 1962  در واده ، پاکستان غربی (اکنون، بلوچستان، پاکستان) در خانواده عطاالله منگل، وزیر ارشد سابق بلوچستان به دنیا آمد . او از قبیله منگل است . منگل دارای دو پسر به نام های گورگین منگل، براهم منگل و یک دختر به نام بناری منگل است. 

### حرفه سیاسی
منگل در 25 مارس 2013 پس از پایان چهار سال تبعید خود در دبی برای شرکت در انتخابات عمومی 2013 به پاکستان بازگشت .  حزب او تنها دو کرسی در مجلس استانی 51 عضوی دارد . یکی در اختیار منگل و دیگری توسط حمال کلمهتی، نماینده گوادر . دو نامزد حزب BNP، عیسی نوری و رئوف منگل، به ترتیب از منطقه ساحلی مکران و خزدار کرسی های مجلس شورای ملی را به دست آوردند .  اختر منگل در 13 اوت 2018 به عنوان نماینده مجلس ملی پاکستان سوگند یاد کرد.
منگل در 3 سپتامبر 2024 استعفای خود را از مجلس ملی پاکستان به دلیل وخامت اوضاع در بلوچستان اعلام کرد.

### دستگیری و آزادی
اختر منگل در سپتامبر 2006 به همراه حدود 700 کارگر سیاسی دیگر  در سرکوب دولتی در بلوچستان دستگیر شد. او به دلیل برنامه ریزی یک راهپیمایی طولانی علیه حکومت نظامی پرویز مشرف بازداشت شد. منگل در 9 می 2008  آزاد شد و تمام اتهامات علیه وی توسط دولت سند لغو شد . دولت بلوچستان همه پرونده ها از جمله فتنه را علیه منگل پس گرفت.
در 25 مارس 2013، منگل از دبی به پاکستان بازگشت تا در انتخابات عمومی در 11 می 2013 شرکت کند .
او در ۲۴ اکتبر ۲۰۲۴ به دلیل اعتراض به اصلاحات بازداشت شد.

### ارتباط با شورش در بلوچستان
اختر منگل از نظر تاریخی مورد انتقاد شورشیان بلوچ و همچنین نهادهای امنیتی بوده است.  در مصاحبه ای در سال 2013، او ابراز تاسف کرد که "ستیزه جویان بلوچ من را خائن می دانند در حالی که نهادهای امنیتی نیز با من به عنوان یک دشمن رفتار می کنند."  او یکی از بزرگان خانواده های مختلف از این قبیل با نفوذ است که اعضای خود را در هر دو طرف شکاف سیاسی دارند.  در حال حاضر بخشی از جنبش دموکراتیک پاکستان  (ائتلاف 13 حزبی در حال حاضر در سطح فدرال در قدرت است)، همراهی برادر و برادرزاده‌های او با ارتش آزادیبخش بلوچ  مدت‌ها مانعی برای ورود او به جریان اصلی سیاست ملی بوده است. جاوید منگل (برادر) و نورالدین منگل در فعالیت های  مسلحانه در استان بلوچستان شرکت داشتند . با این حال، اختر منگل شورشیان را محکوم کرده و علناً خواستار راه حل سیاسی برای مشکلات بی شمار این ولایت شده است